# Municipio de Jennings (condado de Fayette)
El municipio de Jennings (en inglés: Jennings Township) es un municipio ubicado en el condado de Fayette en el estado estadounidense de Indiana. En el año 2010 tenía una población de 830 habitantes y una densidad poblacional de 17,64 personas por km².

## Geografía
El municipio de Jennings se encuentra ubicado en las coordenadas 39°36′26″N 85°3′51″O / 39.60722, -85.06417. Según la Oficina del Censo de los Estados Unidos, el municipio tiene una superficie total de 47.06 km², de la cual 47,05 km² corresponden a tierra firme y (0,02 %) 0,01 km² es agua.

## Demografía
Según el censo de 2010, había 830 personas residiendo en el municipio de Jennings. La densidad de población era de 17,64 hab./km². De los 830 habitantes, el municipio de Jennings estaba compuesto por el 99,04 % blancos, el 0,12 % eran afroamericanos, el 0,12 % eran asiáticos y el 0,72 % eran de una mezcla de razas. Del total de la población el 0,24 % eran hispanos o latinos de cualquier raza.